# Pediana aurochelis
Pediana aurochelis är en spindelart som beskrevs av Embrik Strand 1907. Pediana aurochelis ingår i släktet Pediana och familjen jättekrabbspindlar. Inga underarter finns listade i Catalogue of Life.